# Mi mala
«Mi mala» es una canción del dúo venezolano Mau y Ricky y la cantante colombiana Karol G. La canción fue coescrita por el dúo, Karol G, Matluck, Jon Leone, Camilo Echeverry y su productor, Tainy. Una versión de remix con Becky G, Lali Espósito y Leslie Grace se lanzó el 9 de febrero de 2018.

## Antecedentes
La canción fue escrita por Mau & Ricky, Karol G, Camilo Echeverry, Max Matluck, Tainy y Jon Leone. «Mi mala» gira en torno a dos personas que no quieren estar en una relación seria, y que ambos saben que se ven con otras personas, pero aun así no les importa.

## Posicionamiento en listas
| España | PROMUSICAE | 68 |

## Certificaciones
| País           | Organismo certificador | Certificación | Ventas  | Ref.  |
| -------------- | ---------------------- | ------------- | ------- | ----- |
| Argentina      | CAPIF                  | Oro           | 5000    | [ 2 ] |
| Colombia       | ASINCOL                | Oro           | 5000    | [ 2 ] |
| Estados Unidos | RIAA                   | Oro (Latin)   | 30 000  | [ 2 ] |
| México         | AMPROFON               | 2× Platino    | 120 000 | [ 3 ] |

## Versión Remix
«Mi mala (Remix)» fue lanzada el 9 de febrero de 2018, con participación de la cantante estadounidense Becky G, la cantante argentina Lali Espósito y la cantante dominicana Leslie Grace. El video musical fue filmado el 18 de enero de 2018 en Miami, Florida, y fue dirigido por David Bohórquez.

### Antecedentes y composición
Para el remix, el dúo invitó a tres voces femeninas más. En la exclusiva detrás de escenas de Spotify, Ricky dijo: «Creo que es muy importante apoyar al talento femenino, [para que] se vuelva más poderoso e influyente como el de otras mujeres». Karol G admitió que estaba «entusiasmada» con la canción porque «es leal a lo que [ella] siempre quiso con [su] proyecto: dar a las mujeres razones para sentirse inspiradas y maravillosas. Leslie Grace declaró que «en la industria de la música, las mujeres se están apoderando de su territorio» y Lali Espósito agregó que «era hora de que las mujeres se unieran». Finalmente, Becky G también expresó su emoción al decir: «somos esta generación más joven en música, y poder compartir la luz es simplemente increíble».
Becky G y Grace habían trabajado juntas anteriormente en la canción «Díganle». La canción alcanzó el puesto número 13 en la lista de ventas de canciones digitales de Billboard Latin Chart y fue certificada como platino (latino) por la Asociación de Industria Discográfica de Estados Estados Unidos (RIAA). En 2011, Mau y Ricky («MR» en ese entonces) abrió un espectáculo para Teen Angels, el antiguo grupo de Lali, en el Teatro Gran Rex de Buenos Aires.

### Recepción de la crítica
Billboard describió la canción como un «remix sizzling de lenta mermelada de reggaeton». Además, Diana Marti de E! Online dijo que la pista «es contagiosa y te dejará repitiéndola a cada momento». Jeff Benjamin, de Fuse, agregó que «[el remix] es más que un simple retrabajo, es un foco más importante en el gran talento femenino que proviene de la comunidad de la música latina y destaca la necesidad de arrojar más luz sobre él».

### Video musical
El video musical oficial fue filmado por el director David Bohórquez en Miami, Florida, el 18 de enero de 2018. Se estrenó en Spotify el 9 de febrero de 2018, en la lista de reproducción titulada ¡Viva Latino!. Tres días después, el 12 de febrero, se estrenó en YouTube. Bohórquez había dirigido previamente el video musical para la versión original.

### Posicionamiento en listas

#### Semanales
| Argentina            | Monitor Latino                     | 10 |
| Colombia             | National-Report                    | 68 |
| Colombia             | Monitor Latino                     | 9  |
| Costa Rica           | Monitor Latino                     | 12 |
| República Dominicana | Monitor Latino                     | 8  |
| Ecuador              | National-Report                    | 15 |
| Ecuador              | Monitor Latino                     | 7  |
| Guatemala            | Monitor Latino                     | 10 |
| Panamá               | Monitor Latino                     | 7  |
| Paraguay             | Monitor Latino                     | 9  |
| España               | PROMUSICAE                         | 57 |
| Uruguay              | Monitor Latino                     | 8  |
| Estados Unidos       | US Hot Latin Songs (Billboard)     | 38 |
| Estados Unidos       | US Latin Airplay (Billboard)       | 33 |
| Estados Unidos       | US Latin Digital Songs (Billboard) | 14 |
| Estados Unidos       | US Latin Pop Songs (Billboard)     | 21 |
| Venezuela            | National-Report                    | 30 |
| Venezuela            | Monitor Latino                     | 10 |

#### A fin de año
| Argentina            | Monitor Latino | 25 |
| Argentina            | Monitor Latino | 24 |
| Chile                | Monitor Latino | 80 |
| Colombia             | Monitor Latino | 32 |
| Costa Rica           | Monitor Latino | 25 |
| República Dominicana | Monitor Latino | 50 |
| Ecuador              | Monitor Latino | 48 |
| Ecuador              | Monitor Latino | 16 |
| Guatemala            | Monitor Latino | 57 |
| Guatemala            | Monitor Latino | 46 |
| Panamá               | Monitor Latino | 27 |
| Uruguay              | Monitor Latino | 17 |
| Venezuela            | Monitor Latino | 25 |

#### Certificaciones
| País           | Organismo certificador | Certificación       | Ventas  | Ref.   |
| -------------- | ---------------------- | ------------------- | ------- | ------ |
| Argentina      | CAPIF                  | Oro                 | 10 000  | [ 42 ] |
| España         | PROMUSICAE             | Oro                 | 20 000  | [ 43 ] |
| Estados Unidos | RIAA                   | 3× Platino (Latino) | 180 000 |        |